# 黎諾懿
黎諾懿（英語：Chris Lai Lok Yi；1980年6月15日—），原名黎日昇，香港男演員及節目主持。現為無綫電視經理人合約藝員。

## 背景
黎諾懿家有一兄一弟，他在家中排行第二，父親生前是運輸工人，在他小時候因癌症離世，由媽媽獨力養大他們兄弟三人，一家四口住屯門友愛邨愛德樓，有段時期家裡更要靠領綜援維生。黎諾懿畢業於香港屯門友愛邨的伊斯蘭學校（1992年上午校），選擇就讀該校的原因是鄰近自己的寓所，後於1999年在同區的東華三院邱子田紀念中學預科畢業。他在香港高級程度會考中取得 2C4D 成績，卻因英文科不及格而無法考入大學，於是投身社會工作，任職銀行員工。數年後參加無綫電視第18期藝員訓練班而入行，及後加入成為旗下藝員，受到無綫電視重用，亦是奧運六星之一。出道作品為《戀愛自由式》，其後參演《當四葉草碰上劍尖時》擔任男主角，再加上樣貌與陳百強相似（但亦有人認爲與陳曉東相似）而開始爲人熟悉。他曾在這段時間賺到了錢，加上篤信風水，便獨自租住八千元的深井豪宅浪翠園七百呎單位。2006年中拍攝《溏心風暴》時是他最窮的時期，賺不夠錢交租，惟有搬往在紅磡區的180呎劏房，一日三餐更是捱麵包過活。
2009年，黎諾懿首次演出电影《所有梦想都开花》，与蒋勤勤及陳芷菁合作，饰演「黄总裁」一角。2011年，他在湖南衛視主辦的《舞動奇蹟》第三季比賽中，與中國內地演員金晨合作奪得冠軍，成功到內地發展。2012至2016年，黎諾懿在處境劇《愛·回家》中擔任男主角之一，飾演「馬壯」一角獲得好評。2017年，他憑劇集《燦爛的外母》「王兆明」一角獲得《星和無綫電視大獎2017》「我最愛TVB電視男角色」，同年憑劇集《不懂撒嬌的女人》「何志超（賤Han）」一角獲得《TVB 馬來西亞星光薈萃頒獎典禮2017》「最喜愛TVB電視角色」。同年10月，他接受訪問時表示初出道時就在劇集《當四葉草碰上劍尖時》當上男主角，繼而晉身奧運六星，但很快被調去兒童組。當時反問自己，一定要不斷去改變來迎合觀眾。2018年，黎諾懿在劇集《BB來了》擔任男主角，飾演「葉致廷（Elvis）」一角，並在《萬千星輝頒獎典禮2018》獲提名「最佳男主角」及入圍「最受歡迎電視男角色」最後五強。近年為無綫電視監製王心慰的常用演員。

## 感情生活
黎諾懿妻子是《2007年度香港小姐競選》16強佳麗李潔瑩。兩人交往三年後，於2014年結婚。2017年，妻子誕下兒子黎峰睿（乳名小春雞）。2021年12月11日，黎諾懿宣布妻子產下二子黎奕辰（乳名小冬牛）。

## 演出作品

### 電視劇
| 首播     | 劇名               | 角色                               |
| 無綫電視 |                    |                                    |
| 2002年   | 皆大歡喜           | 傻 佬、士 兵、侍 衛、官 兵         |
| 2003年   | 九五至尊           | 私家偵探                           |
| 2003年   | 戀愛自由式         | 池祖蔭                             |
| 2003年   | 英雄·刀·少年       | 派傳單人、官 兵                    |
| 2003年   | 當四葉草碰上劍尖時 | 歐陽逸                             |
| 2003年   | 金牌冰人           | 衙 役                              |
| 2003年   | 皆大歡喜           | Jackie、靚 仔                      |
| 2003年   | 衛斯理             | 日本士兵                           |
| 2003年   | 美麗在望           | 文 員                              |
| 2003年   | 俗世情真           | 餐廳侍應                           |
| 2003年   | 律政新人王         | 侍 應、師 爺、陪審團               |
| 2003年   | 衝上雲霄           | 職員丙（第24集）。見習機師(第40集) |
| 2004年   | 下一站彩虹         | 顧樂文                             |
| 2004年   | 赤沙印記@四葉草.2  | 歐陽逸（第1集）                    |
| 2004年   | 翡翠戀曲           | 珠寶展賓客                         |
| 2004年   | 棟篤神探           | 厲立志                             |
| 2004年   | 爭分奪秒           | 區健風（Dick）                     |
| 2004年   | 廉政行動2004       | 郭志希（Arthur）                   |
| 2005年   | 隨時候命           | 蔣加諾（Kelvin）                   |
| 2005年   | 奇幻潮             | 康 / 陳家偉                        |
| 2006年   | 鐵血保鏢           | 尚 義                              |
| 2006年   | 高朋滿座           | 馬德安                             |
| 2006年   | 滙通天下           | 曹景賢                             |
| 2006年   | 法證先鋒           | 陳文狄（Dick）                     |
| 2006年   | 東方之珠           | 许永康（James）                    |
| 2007年   | 十兄弟             | 千里眼（大眼）                     |
| 2007年   | 溏心風暴           | 唐至歡                             |
| 2007年   | 緣來自有機         | 蔡嘉保                             |
| 2007年   | 爸爸閉翳           | 呂家聲（Ben）                      |
| 2007年   | 建築有情天         | 蔡志賢                             |
| 2008年   | 法證先鋒II         | 李志偉（大佬偉）                   |
| 2008年   | 甜言蜜語           | 張 友                              |
| 2008年   | 溏心風暴之家好月圓 | 甘永圓                             |
| 2009年   | 美麗高解像         | 莊迪勤（Deacon）                   |
| 2010年   | 秋香怒點唐伯虎     | 朱厚照（明武宗）                   |
| 2010年   | 讀心神探           | 麥永希（Encore）                   |
| 2010年   | 囧探查過界         | 尤心傑                             |
| 2011年   | 你們我們他們       | 謙                                 |
| 2011年   | Only You 只有您    | 張景源（King）                     |
| 2011年   | 真相               | 毛敬業（Danny）                    |
| 2011年   | 紫禁驚雷           | 祈萬昌（青年）                     |
| 2011年   | 法證先鋒III        | 麥永富                             |
| 2012年   | 當旺爸爸           | 陳立信                             |
| 2012年   | 愛·回家 (第一輯)   | 馬 壯（John）                      |
| 2012年   | 造王者             | 趙貴和（二殿下、太子）             |
| 2014年   | 叛逃               | 傅宏亮（負能量）                   |
| 2015年   | 愛·回家 (第二輯)   | 馬 壯（John）                      |
| 2016年   | 廉政行動2016       | 包兆聰（包公）                     |
| 2016年   | 純熟意外           | 卓聲揚（Mantus）                   |
| 2017年   | 不懂撒嬌的女人     | 何志超（Hanson、賤Han）            |
| 2017年   | 燦爛的外母         | 王兆明（Samuel、SM王、细奀）       |
| 2017年   | 誇世代             | 朱 剛                              |
| 2017年   | 溏心風暴3          | 黃永昌（青年）                     |
| 2018年   | 逆緣               | 湯澤澄（Gordon）                   |
| 2018年   | BB來了             | 葉致廷（Elvis）                    |
| 2019年   | 街坊財爺           | 程宇森（Ben）                      |
| 2020年   | C9特工             | B3                                 |
| 2021年   | 刑偵日記           | 江政勳（江Sir）                    |
| 2024年   | 婚後事             | 甘誠鈞（Davey）                    |
| 中國大陸 |                    |                                    |
| 2008年   | 濃情一生           | 馮奕緯                             |

### 電視節目（TVB）
| 首播     | 節目名                                               | 備註                                                                   |
| 無綫電視 |                                                      |                                                                        |
| 2011年   | 美麗登台                                             |                                                                        |
| 2017年   | 星級超常任務（星级健康4之Go Green碳世界）            |                                                                        |
| 2017年   | 馬家開飯                                             | 與徐榮、林漪娸、羅天宇、蔣家旻主持                                     |
| 2017年   | 歎得好健康                                           | 與黎耀祥、丁子朗、陳雅思主持                                           |
| 2017年   | 馬家過聖誕                                           | 與劉丹、徐榮、林漪娸、羅天宇、蔣家旻、張達倫、翟威廉主持               |
| 2019年   | 如果這樣生活                                         | 第1-2集主持                                                            |
| 2019年   | 懿想得到                                             |                                                                        |
| 2019年   | 跨跨跨世代                                           |                                                                        |
| 2019年   | 長命不老                                             | 與麥美恩、鄧佩儀、戴祖儀、黃庭鋒、許文軒主持                           |
| 2019年   | 仨心友行                                             | 嘉賓                                                                   |
| 2020年   | 天天開運王                                           |                                                                        |
| 2020年   | 開運王團年迎金鼠                                     |                                                                        |
| 2020年   | 2020最美的夜跨年晚會                                 |                                                                        |
| 2020年   | 今晚請客／今晚跨年再請客／big big shop今晚請客慶團年 | 與陳敏之主持                                                           |
| 2021年   | 識貨                                                 | 參賽者                                                                 |
| 2021年   | 兒歌金曲SUMMERFEST                                   | 與薛家燕、丁子朗、羅毓儀主持                                           |
| 2021年   | 醫醫，我不想再病了                                   | 與楊潮凱主持                                                           |
| 2022年   | 滿足的味道                                           |                                                                        |
| 2023年   | 不可能任務                                           | 第二輯，參與者與賴慰玲、戴祖儀、李芷晴、關楓馨、梁超怡、程浩駿、周百恩 |
| 2023年   | 請1日假去旅行                                        | 第二輯，第4集嘉賓                                                      |
| 2023年   | 2023香港小姐競選 Hello Miss Hong Kong@越南           |                                                                        |
| 2023年   | 用愛站起來                                           |                                                                        |
| 2023年   | 爸知弊！你嚟湊吖！                                   |                                                                        |
| 2023年   | 獎門人Halloween感謝祭                                |                                                                        |
| 2023年   | 隨懿深度行                                           |                                                                        |
| 2024年   | 慈善星輝仁濟夜                                       |                                                                        |
| 2024年   | 新春保良迎金龍                                       |                                                                        |

### 電視節目（湖南卫視）
- 2011年 舞動奇蹟 第三季 - 參賽者

### 電影
| 首映   | 電影名             | 角色               |
| 2009年 | 所有夢想都開花     | 黃總裁             |
| 2010年 | 滅門               | 駱祥福             |
| 2010年 | 惡胎               | 李意祥醫生         |
| 2011年 | 我愛HK開心萬歲     | 食物環境衛生署職員 |
| 2013年 | 2013我愛HK恭囍發財 | 宋三富             |

### 音樂錄像
| 年份   | 歌手   | 歌名                 |
| 2003年 | 鄭希怡 | 痛由自取             |
| 2003年 | 關心妍 | 放生                 |
| 2004年 | 官恩娜 | 地平線               |
| 2005年 | 2R     | 新世界               |
| 2006年 | 李彩華 | December Rain        |
| 2006年 | 鄭中基 | 三生有幸             |
| 2007年 | 何韻詩 | 勞斯·萊斯            |
| 2008年 | 泳兒   | 最美麗的第七天       |
| 2008年 | 傅穎   | 誰羨慕像我這樣強的人 |
| 2008年 | 鍾嘉欣 | 二人世界             |
| 2011年 | 梁漢文 | 一再問究竟           |

## 無綫月曆
- 2004年 - 11月（版本二） - 馬國明、胡定欣、陳鍵鋒、唐寧、黃宗澤
- 2005年 - 2月 - 薛家燕、楊思琦
- 2006年 - 5/6月 - 高鈞賢、陳法拉、陳敏之、廖碧兒、吳卓羲、胡杏兒、丘凱敏、黃宗澤
- 2007年 - 6月 - 楊秀惠、徐子珊、黃長興
- 2008年 - 3月 - 林文龍、蒙嘉慧、馬國明、金剛
- 2009年 - 5月 - 馬國明、蒙嘉慧、楊思琦、李詩韻
- 2014年 - 4月 - 鄭裕玲、陳豪、楊怡、蕭正楠、鄭俊弘、高鈞賢、楊明
- 2015年 - 2月 - 羅天宇、徐榮、劉丹、林漪娸、郭少芸、朱慧敏、黃德斌（愛·回家）
- 2016年 - 2月 - 張振朗、龔嘉欣、張達倫、麥長青、吳業坤、馬海倫、何君誠、黃子雄、李楓（愛·回家）
- 2017年 - 12月 - 汪明荃、楊明、洪永城、陳智燊、黃子恆、謝東閔、許廷鏗、胡鴻鈞
- 2018年 - 4月 - 夏文汐、林夏薇、陳山聰、陳家樂、江欣燕、姜大衛、黎耀祥（逆緣）

## 獎項及提名
| 年份   | 頒獎典禮                         | 獎項                    | 作品                           | 角色 / 拍檔 | 結果     |
| ------ | -------------------------------- | ----------------------- | ------------------------------ | ----------- | -------- |
| 2016年 | 萬千星輝頒獎典禮2016             | 最佳男配角              | 純熟意外                       | 卓聲揚      | 提名     |
| 2017年 | 萬千星輝頒獎典禮2017             | 最佳男主角              | 燦爛的外母                     | 王兆明      | 提名     |
| 2017年 | 萬千星輝頒獎典禮2017             | 最受歡迎電視男角色      | 燦爛的外母                     | 王兆明      | 提名     |
| 2017年 | 星和無綫電視大獎2017             | 我最愛TVB男主角         | 燦爛的外母                     | 王兆明      | 提名     |
| 2017年 | 星和無綫電視大獎2017             | 我最愛TVB電視男角色     | 燦爛的外母                     | 王兆明      | 獲獎     |
| 2017年 | TVB 馬來西亞星光薈萃頒獎典禮2017 | 最喜愛TVB男主角         | 燦爛的外母                     | 王兆明      | 提名     |
| 2017年 | TVB 馬來西亞星光薈萃頒獎典禮2017 | 最喜愛TVB電視角色       | 不懂撒嬌的女人                 | 何志超      | 獲獎     |
| 2018年 | 萬千星輝頒獎典禮2018             | 最佳男主角              | BB來了                         | 葉致廷      | 提名     |
| 2018年 | 萬千星輝頒獎典禮2018             | 最受歡迎電視男角色      | BB來了                         | 葉致廷      | 最後五強 |
| 2018年 | 萬千星輝頒獎典禮2018             | 新加坡最喜愛TVB男主角   | BB來了                         | 葉致廷      | 提名     |
| 2018年 | 萬千星輝頒獎典禮2018             | 馬來西亞最喜愛TVB男主角 | BB來了                         | 葉致廷      | 提名     |
| 2019年 | 萬千星輝頒獎典禮2019             | 最佳男主角              | 街坊財爺                       | 程宇森      | 提名     |
| 2019年 | 萬千星輝頒獎典禮2019             | 最佳非戲劇節目          | 懿想得到                       | 不適用      | 獲獎     |
| 2019年 | 萬千星輝頒獎典禮2019             | 最佳節目主持            | 懿想得到                       | 不適用      | 提名     |
| 2020年 | 萬千星輝頒獎典禮2020             | 最佳男主角              | C9特工                         | B3          | 提名     |
| 2020年 | 萬千星輝頒獎典禮2020             | 最受歡迎電視男角色      | C9特工                         | B3          | 提名     |
| 2020年 | 萬千星輝頒獎典禮2020             | 馬來西亞最喜愛TVB男主角 | C9特工                         | B3          | 提名     |
| 2020年 | 萬千星輝頒獎典禮2020             | 最佳非戲劇節目          | 今晚請客                       | 陳敏之      | 獲獎     |
| 2020年 | 萬千星輝頒獎典禮2020             | 最佳節目主持            | 今晚請客                       | 陳敏之      | 提名     |
| 2021年 | 萬千星輝頒獎典禮2021             | 最佳男配角              | 刑偵日記                       | 江政勳      | 提名     |
| 2021年 | 萬千星輝頒獎典禮2021             | 最佳男主持              | 醫醫，我不想再病了             | 不適用      | 提名     |
| 2022年 | AEG 娛樂人氣王2022               | 最佳男主持              | 滿足的味道                     | 不適用      | 獲獎     |
| 2022年 | 萬千星輝頒獎典禮2022             | 最佳男主持              | 滿足的味道                     | 不適用      | 最後五強 |
| 2023年 | 萬千星輝頒獎典禮2023             | 最佳男主持              | 爸知弊！你嚟湊吖！、隨懿深度行 | 不適用      | 最後五強 |

## 外部連結
- 黎諾懿的新浪微博
- 黎諾懿的Instagram帳戶
- 黎諾懿的小紅書帳戶 （页面存档备份，存于）
- 黎諾懿 TVB Blog（页面存档备份，存于）
- 黎諾懿官方網站 諾觀主懿（页面存档备份，存于）
- 黎諾懿在香港影庫上的簡介